# Guillaume de Montferrat (1150-1177)
Ne doit pas être confondu avec Guillaume de Longue-Épée.
Pour les articles homonymes, voir Guillaume de Montferrat.
Guillaume de Montferrat (ca 1135/45 † 1177), ou Guillaume Longue Épée (Guglielmo Lungaspada), est un comte de Jaffa et d'Ascalon de 1176 à 1177,
fils de Guillaume V, marquis de Montferrat et de Judith de Babenberg.

## Famille
Il est issu d'une famille de croisés. Son père a participé à la seconde croisade, reviendra en Terre Sainte à l'avènement de Baudouin V, son frère Conrad participera à la troisième croisade et sera roi de Jérusalem, et son autre frère Boniface participera à la quatrième croisade.
Les trois frères sont cousins du roi Louis VII de France et neveux de l'empereur Conrad III et cousins de l'empereur Frédéric Barberousse.

## Biographie
Bien qu'il soit un fils aîné, il n'est pas encore marié à l'âge de trente ans. En 1167, son père avait essayé de les marier, lui et son frère Conrad, avec respectivement une fille d'Henri II d'Angleterre et une sœur de Guillaume Ier d'Écosse, mais les noces n'avaient pas pu être célébrées, le mariage anglais probablement pour une question de consanguinité (Judith de Babenberg étant parente d'Aliénor d'Aquitaine) et le mariage écossais parce que la princesse fut mariée entre-temps à un autre.
En 1175, le problème de la succession du royaume de Jérusalem se pose de manière accrue : le roi, Baudouin IV est atteint de la lèpre, il n'a et ne peut avoir ni épouse ni enfants, et il n'a que deux sœurs, Sybille, âgée de seize ans, et Isabelle, âgée de trois ans. Le mariage de Sibylle devient une nécessité pour le royaume, afin de lui apporter un successeur capable de prendre ses destinées en mains après la disparition de Baudouin.
Le choix des barons se porte sur la personne de Guillaume de Montferrat, fils et héritier du marquis Guillaume V de Montferrat. D'une part, il est considéré par ses contemporains comme « le plus haut homme qui fut au monde ». Guillaume de Tyr le présente comme un homme d'une grande générosité, d'une intelligence brillante et d'une grande expérience du métier des armes. Ensuite, ses parentés avec les souverains français et germaniques sont un atout pour obtenir des renforts d'Europe.
Une ambassade est envoyée à Montferrat et le père et le fils consentent au projet de mariage. Guillaume Longue Épée débarque à Sidon en octobre 1176, prête immédiatement le serment d'allégeance à Baudouin, reçoit la main de Sibylle et est investi du comté de Jaffa et d'Ascalon.
Au milieu du printemps 1177, mal acclimaté à la Palestine et peu immunisé à ses infections, il contracte une maladie. Pendant deux mois, le comte lutte contre la maladie, mais finit par succomber à Ascalon en juin 1177. Son fils posthume Baudouin deviendra roi de Jérusalem.
Bien que fils aîné de Guillaume V, il n'a pas régné sur le Montferrat puisqu'il mourut avant son père. Il est parfois appelé Guillaume VI de Montferrat puisqu'il était censé prendre la succession de son père à la tête du marquisat. Sa mort reporte la succession de Montferrat sur ses frères plus jeunes, Conrad puis Boniface Ier.

## Mariage et enfant
Il épouse en octobre 1176 Sibylle de Jérusalem (v. 1159 † 1190), future reine de Jérusalem, fille d'Amaury Ier, roi de Jérusalem, et d'Agnès de Courtenay, qui donne naissance à un fils posthume, Baudouin V (1177 † 1186), roi de Jérusalem.
|  |  |                        |                        |                        |                        | Humbert II duc de Savoie | Humbert II duc de Savoie | Humbert II duc de Savoie | Humbert II duc de Savoie | Humbert II duc de Savoie | Humbert II duc de Savoie |                    |                    | Gisèle de Bourgogne         | Gisèle de Bourgogne         | Gisèle de Bourgogne         | Gisèle de Bourgogne         | Gisèle de Bourgogne               | Gisèle de Bourgogne               |                                   |                                   | Rénier Ier marquis de Montferrat  | Rénier Ier marquis de Montferrat  | Rénier Ier marquis de Montferrat | Rénier Ier marquis de Montferrat | Rénier Ier marquis de Montferrat | Rénier Ier marquis de Montferrat |                                |                                | Léopold III duc d'Autriche     | Léopold III duc d'Autriche     | Léopold III duc d'Autriche    | Léopold III duc d'Autriche    | Léopold III duc d'Autriche         | Léopold III duc d'Autriche         |                                    |                                    | Agnès de Franconie                 | Agnès de Franconie                 | Agnès de Franconie         | Agnès de Franconie         | Agnès de Franconie         | Agnès de Franconie         |  |  | Frédéric Ier duc de Souabe    | Frédéric Ier duc de Souabe    | Frédéric Ier duc de Souabe    | Frédéric Ier duc de Souabe    | Frédéric Ier duc de Souabe    | Frédéric Ier duc de Souabe    |  |  |  |  |  |  |  |  |  |  |  |  |  |  |  |  |  |  |  |  |  |  |  |  |  |  |  |  |  |  |
|  |  |                        |                        |                        |                        | Humbert II duc de Savoie | Humbert II duc de Savoie | Humbert II duc de Savoie | Humbert II duc de Savoie | Humbert II duc de Savoie | Humbert II duc de Savoie |                    |                    | Gisèle de Bourgogne         | Gisèle de Bourgogne         | Gisèle de Bourgogne         | Gisèle de Bourgogne         | Gisèle de Bourgogne               | Gisèle de Bourgogne               |                                   |                                   | Rénier Ier marquis de Montferrat  | Rénier Ier marquis de Montferrat  | Rénier Ier marquis de Montferrat | Rénier Ier marquis de Montferrat | Rénier Ier marquis de Montferrat | Rénier Ier marquis de Montferrat |                                |                                | Léopold III duc d'Autriche     | Léopold III duc d'Autriche     | Léopold III duc d'Autriche    | Léopold III duc d'Autriche    | Léopold III duc d'Autriche         | Léopold III duc d'Autriche         |                                    |                                    | Agnès de Franconie                 | Agnès de Franconie                 | Agnès de Franconie         | Agnès de Franconie         | Agnès de Franconie         | Agnès de Franconie         |  |  | Frédéric Ier duc de Souabe    | Frédéric Ier duc de Souabe    | Frédéric Ier duc de Souabe    | Frédéric Ier duc de Souabe    | Frédéric Ier duc de Souabe    | Frédéric Ier duc de Souabe    |  |  |  |  |  |  |  |  |  |  |  |  |  |  |  |  |  |  |  |  |  |  |  |  |  |  |  |  |  |  |
|  |  |                        |                        |                        |                        |                          |                          |                          |                          |                          |                          |                    |                    |                             |                             |                             |                             |                                   |                                   |                                   |                                   |                                   |                                   |                                  |                                  |                                  |                                  |                                |                                |                                |                                |                               |                               |                                    |                                    |                                    |                                    |                                    |                                    |                            |                            |                            |                            |  |  |                               |                               |                               |                               |                               |                               |  |  |  |  |  |  |  |  |  |  |  |  |  |  |  |  |  |  |  |  |  |  |  |  |  |  |  |  |  |  |
|  |  |                        |                        |                        |                        |                          |                          |                          |                          |                          |                          |                    |                    |                             |                             |                             |                             |                                   |                                   |                                   |                                   |                                   |                                   |                                  |                                  |                                  |                                  |                                |                                |                                |                                |                               |                               |                                    |                                    |                                    |                                    |                                    |                                    |                            |                            |                            |                            |  |  |                               |                               |                               |                               |                               |                               |  |  |  |  |  |  |  |  |  |  |  |  |  |  |  |  |  |  |  |  |  |  |  |  |  |  |  |  |  |  |
|  |  | Louis VI roi de France | Louis VI roi de France | Louis VI roi de France | Louis VI roi de France | Louis VI roi de France   | Louis VI roi de France   |                          |                          | Adélaïde de Savoie       | Adélaïde de Savoie       | Adélaïde de Savoie | Adélaïde de Savoie | Adélaïde de Savoie          | Adélaïde de Savoie          |                             |                             | Guillaume V marquis de Montferrat | Guillaume V marquis de Montferrat | Guillaume V marquis de Montferrat | Guillaume V marquis de Montferrat | Guillaume V marquis de Montferrat | Guillaume V marquis de Montferrat |                                  |                                  |                                  |                                  |                                |                                | Judith de Babenberg            | Judith de Babenberg            | Judith de Babenberg           | Judith de Babenberg           | Judith de Babenberg                | Judith de Babenberg                |                                    |                                    | Conrad III roi des Romains         | Conrad III roi des Romains         | Conrad III roi des Romains | Conrad III roi des Romains | Conrad III roi des Romains | Conrad III roi des Romains |  |  | Frédéric II duc de Souabe     | Frédéric II duc de Souabe     | Frédéric II duc de Souabe     | Frédéric II duc de Souabe     | Frédéric II duc de Souabe     | Frédéric II duc de Souabe     |  |  |  |  |  |  |  |  |  |  |  |  |  |  |  |  |  |  |  |  |  |  |  |  |  |  |  |  |  |  |
|  |  | Louis VI roi de France | Louis VI roi de France | Louis VI roi de France | Louis VI roi de France | Louis VI roi de France   | Louis VI roi de France   |                          |                          | Adélaïde de Savoie       | Adélaïde de Savoie       | Adélaïde de Savoie | Adélaïde de Savoie | Adélaïde de Savoie          | Adélaïde de Savoie          |                             |                             | Guillaume V marquis de Montferrat | Guillaume V marquis de Montferrat | Guillaume V marquis de Montferrat | Guillaume V marquis de Montferrat | Guillaume V marquis de Montferrat | Guillaume V marquis de Montferrat |                                  |                                  |                                  |                                  |                                |                                | Judith de Babenberg            | Judith de Babenberg            | Judith de Babenberg           | Judith de Babenberg           | Judith de Babenberg                | Judith de Babenberg                |                                    |                                    | Conrad III roi des Romains         | Conrad III roi des Romains         | Conrad III roi des Romains | Conrad III roi des Romains | Conrad III roi des Romains | Conrad III roi des Romains |  |  | Frédéric II duc de Souabe     | Frédéric II duc de Souabe     | Frédéric II duc de Souabe     | Frédéric II duc de Souabe     | Frédéric II duc de Souabe     | Frédéric II duc de Souabe     |  |  |  |  |  |  |  |  |  |  |  |  |  |  |  |  |  |  |  |  |  |  |  |  |  |  |  |  |  |  |
|  |  |                        |                        |                        |                        |                          |                          |                          |                          |                          |                          |                    |                    |                             |                             |                             |                             |                                   |                                   |                                   |                                   |                                   |                                   |                                  |                                  |                                  |                                  |                                |                                |                                |                                |                               |                               |                                    |                                    |                                    |                                    |                                    |                                    |                            |                            |                            |                            |  |  |                               |                               |                               |                               |                               |                               |  |  |  |  |  |  |  |  |  |  |  |  |  |  |  |  |  |  |  |  |  |  |  |  |  |  |  |  |  |  |
|  |  |                        |                        |                        |                        |                          |                          |                          |                          |                          |                          |                    |                    |                             |                             |                             |                             |                                   |                                   |                                   |                                   |                                   |                                   |                                  |                                  |                                  |                                  |                                |                                |                                |                                |                               |                               |                                    |                                    |                                    |                                    |                                    |                                    |                            |                            |                            |                            |  |  |                               |                               |                               |                               |                               |                               |  |  |  |  |  |  |  |  |  |  |  |  |  |  |  |  |  |  |  |  |  |  |  |  |  |  |  |  |  |  |
|  |  |                        |                        |                        |                        | Louis VII roi de France  | Louis VII roi de France  | Louis VII roi de France  | Louis VII roi de France  | Louis VII roi de France  | Louis VII roi de France  |                    |                    | Guillaume comte de Jaffa    | Guillaume comte de Jaffa    | Guillaume comte de Jaffa    | Guillaume comte de Jaffa    | Guillaume comte de Jaffa          | Guillaume comte de Jaffa          |                                   |                                   | Conrad roi de Jérusalem           | Conrad roi de Jérusalem           | Conrad roi de Jérusalem          | Conrad roi de Jérusalem          | Conrad roi de Jérusalem          | Conrad roi de Jérusalem          |                                |                                | Boniface roi de Thessalonique  | Boniface roi de Thessalonique  | Boniface roi de Thessalonique | Boniface roi de Thessalonique | Boniface roi de Thessalonique      | Boniface roi de Thessalonique      |                                    |                                    | Rénier x Marie Comnène             | Rénier x Marie Comnène             | Rénier x Marie Comnène     | Rénier x Marie Comnène     | Rénier x Marie Comnène     | Rénier x Marie Comnène     |  |  | Frédéric Barberousse empereur | Frédéric Barberousse empereur | Frédéric Barberousse empereur | Frédéric Barberousse empereur | Frédéric Barberousse empereur | Frédéric Barberousse empereur |  |  |  |  |  |  |  |  |  |  |  |  |  |  |  |  |  |  |  |  |  |  |  |  |  |  |  |  |  |  |
|  |  |                        |                        |                        |                        | Louis VII roi de France  | Louis VII roi de France  | Louis VII roi de France  | Louis VII roi de France  | Louis VII roi de France  | Louis VII roi de France  |                    |                    | Guillaume comte de Jaffa    | Guillaume comte de Jaffa    | Guillaume comte de Jaffa    | Guillaume comte de Jaffa    | Guillaume comte de Jaffa          | Guillaume comte de Jaffa          |                                   |                                   | Conrad roi de Jérusalem           | Conrad roi de Jérusalem           | Conrad roi de Jérusalem          | Conrad roi de Jérusalem          | Conrad roi de Jérusalem          | Conrad roi de Jérusalem          |                                |                                | Boniface roi de Thessalonique  | Boniface roi de Thessalonique  | Boniface roi de Thessalonique | Boniface roi de Thessalonique | Boniface roi de Thessalonique      | Boniface roi de Thessalonique      |                                    |                                    | Rénier x Marie Comnène             | Rénier x Marie Comnène             | Rénier x Marie Comnène     | Rénier x Marie Comnène     | Rénier x Marie Comnène     | Rénier x Marie Comnène     |  |  | Frédéric Barberousse empereur | Frédéric Barberousse empereur | Frédéric Barberousse empereur | Frédéric Barberousse empereur | Frédéric Barberousse empereur | Frédéric Barberousse empereur |  |  |  |  |  |  |  |  |  |  |  |  |  |  |  |  |  |  |  |  |  |  |  |  |  |  |  |  |  |  |
|  |  |                        |                        |                        |                        |                          |                          |                          |                          |                          |                          |                    |                    |                             |                             |                             |                             |                                   |                                   |                                   |                                   |                                   |                                   |                                  |                                  |                                  |                                  |                                |                                |                                |                                |                               |                               |                                    |                                    |                                    |                                    |                                    |                                    |                            |                            |                            |                            |  |  |                               |                               |                               |                               |                               |                               |  |  |  |  |  |  |  |  |  |  |  |  |  |  |  |  |  |  |  |  |  |  |  |  |  |  |  |  |  |  |
|  |  |                        |                        |                        |                        |                          |                          |                          |                          |                          |                          |                    |                    | Baudouin V roi de Jérusalem | Baudouin V roi de Jérusalem | Baudouin V roi de Jérusalem | Baudouin V roi de Jérusalem | Baudouin V roi de Jérusalem       | Baudouin V roi de Jérusalem       |                                   |                                   |                                   |                                   |                                  |                                  | Démétrios roi de Thessalonique   | Démétrios roi de Thessalonique   | Démétrios roi de Thessalonique | Démétrios roi de Thessalonique | Démétrios roi de Thessalonique | Démétrios roi de Thessalonique |                               |                               | Guillaume VI marquis de Montferrat | Guillaume VI marquis de Montferrat | Guillaume VI marquis de Montferrat | Guillaume VI marquis de Montferrat | Guillaume VI marquis de Montferrat | Guillaume VI marquis de Montferrat |                            |                            |                            |                            |  |  |                               |                               |                               |                               |                               |                               |  |  |  |  |  |  |  |  |  |  |  |  |  |  |  |  |  |  |  |  |  |  |  |  |  |  |  |  |  |  |